# Lewis Smith
Lewis Collie Smith (* 1. August 1956 in Chattanooga, Tennessee) ist ein US-amerikanischer Schauspieler.

## Leben
Smith hatte 1981 sein Spielfilmdebüt in Walter Hills Thriller Die letzten Amerikaner an der Seite von Keith Carradine und Fred Ward. Im Jahr darauf spielte er eine untergeordnete Nebenrolle in der auf der Theatervorlage von Neil Simon basierenden Filmkomödie Eigentlich wollte ich zum Film mit Walter Matthau und Ann-Margret in den Hauptrollen. 1985 war er im Science-Fiction-Film Buckaroo Banzai – Die 8. Dimension als Perfect Tommy zu sehen. In der auch in Deutschland höchst erfolgreichen Miniserie Fackeln im Sturm spielte er in den ersten beiden Staffeln die Rolle des Charles Main.
1987 erhielt er die Hauptrolle in einem Pilotfilm zu einer auf dem Spielfilm Der Mann, der vom Himmel fiel basierenden Fernsehserie, die jedoch nicht verwirklicht wurde. Im selben Jahr spielte er neben Teri Hatcher eine der Hauptrollen in der Sitcom Karen's Song, die jedoch nach 13 Episoden eingestellt wurde. In den 1990er Jahren spielte er Gastrollen in verschiedenen Serien wie Booker, Mord ist ihr Hobby und Melrose Place und hatte eine Nebenrolle in Lawrence Kasdans Western Wyatt Earp – Das Leben einer Legende.

## Filmografie (Auswahl)
- 1981: Die letzten Amerikaner (Southern Comfort)
- 1982: Eigentlich wollte ich zum Film (I Ought to Be in Pictures)
- 1983: Horror am Mill Creek (The Final Terror)
- 1984: Buckaroo Banzai – Die 8. Dimension (The Adventures of Buckaroo Banzai Across the 8th Dimension)
- 1985: Zurück aus der Vergangenheit (The Heavenly Kid)
- 1985–1986: Fackeln im Sturm (North and South)
- 1987: Der Mann, der auf die Erde fiel (The Man Who Fell to Earth)
- 1990: Booker
- 1991: Keiner kommt hier lebend raus (Diary of a Hitman)
- 1992: Mord ist ihr Hobby (Murder, She Wrote)
- 1993: Die Fanatiker von Waco (Ambush in Waco: In the Line of Duty)
- 1994: Wyatt Earp – Das Leben einer Legende (Wyatt Earp)
- 1994: Diagnose: Mord (Diagnosis Murder)
- 1995: Melrose Place
- 1997: X-Factor: Das Unfassbare (Beyond Belief: Fact or Fiction)
- 1999: Gefahr aus der Tiefe - Die Vorboten der Hölle (Avalon: Beyond the Abyss)
- 2009: CSI: Miami
- 2012: Django Unchained